# Kerkerbach
Der Kerkerbach ist rechtsseitiger, 20,7 km langer Zufluss der Lahn im Landkreis Limburg-Weilburg in Hessen, Deutschland. Sein Einzugsgebiet beträgt 70,23 km².

## Name
Der Name des Kerkerbaches leitet sich vermutlich von den Quellen in der Lahrer Flur „Alte Keller“ ab, dem ehemaligen Dorf Oberlahr.
Es gibt für die Herkunft des Namens aber auch andere weitergehendere Ableitungen. So erklären Willi Schmittel und Johannes Laubach in einem Artikel über die Finstermühle bei Schupbach die Herkunft des Bachnamens folgendermaßen:

„Kerkerbach heißt das Gewässer und das Tal hat den entsprechenden Namen. Doch Kerker stammt aus dem keltischen Sprachgut und bedeutet „finster“, „nass“, „sumpfig“. Und auch im Mittelhochdeutschen lässt sich durchaus noch eine sprachliche Assoziation herstellen. Hier wurde die Bezeichnung „finster“ (vinestre) noch für Gefängnis beziehungsweise Kerker verwendet.“

Christian Daniel Vogel nennt für den Bach auch die Namen „Hüttenbach“ und „Fensterbach“. Die Namensbelege für Fensterbach sind u. a. uff der Ffynster (1464), Vinster (1497), Fynster (ca. 1514 und 1517), Finster (1517) und Finsternbach (1580). Nach Albrecht Greule leitet sich dieser Name von mhd. *Fenestre mit der Bedeutung 'die Dunkle, Finstere' ab und nimmt damit Bezug auf die Wasserfarbe.

## Geographie

### Verlauf

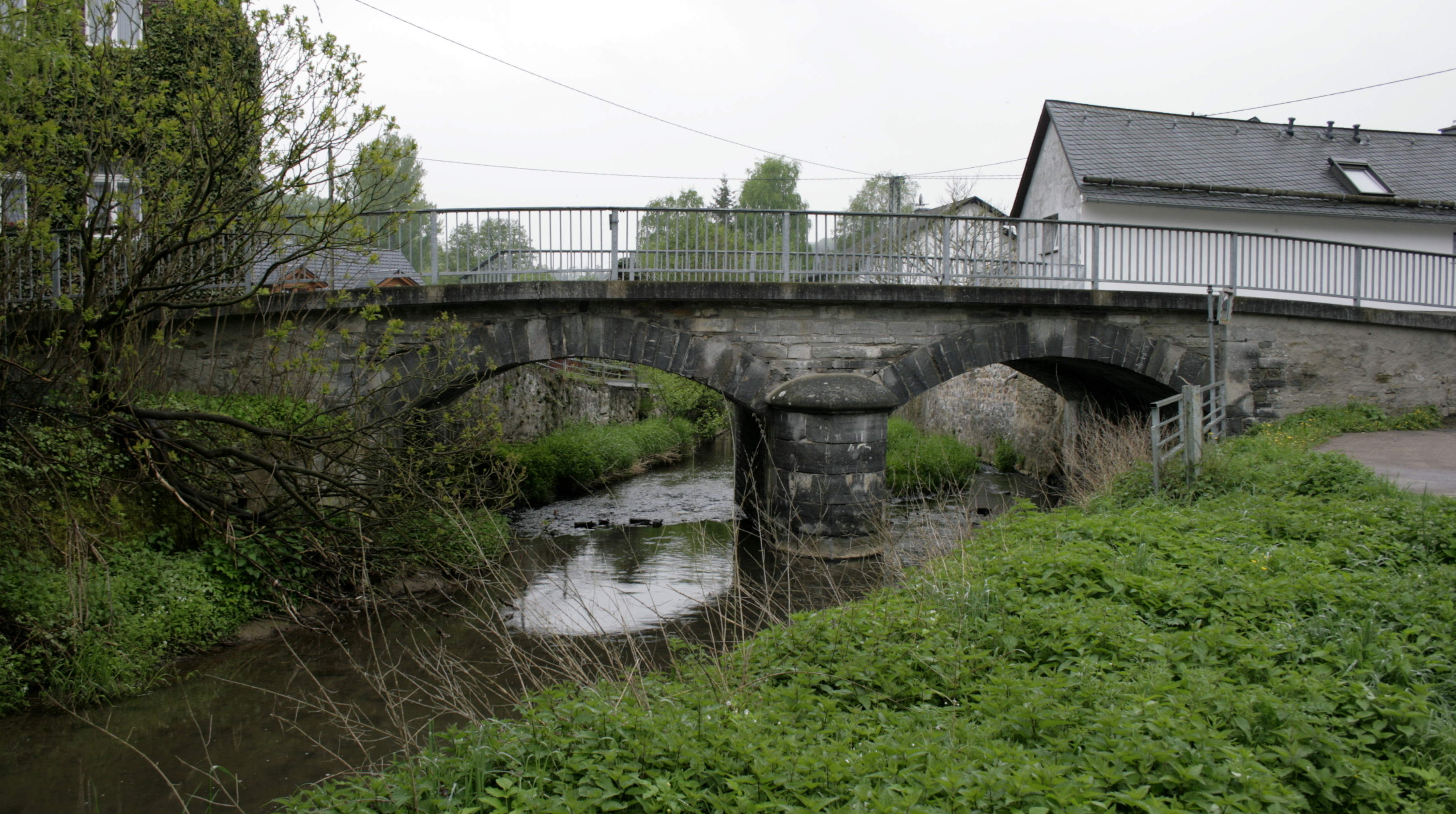
Brücke über den Kerkerbach in der Ortsmitte von Eschenau

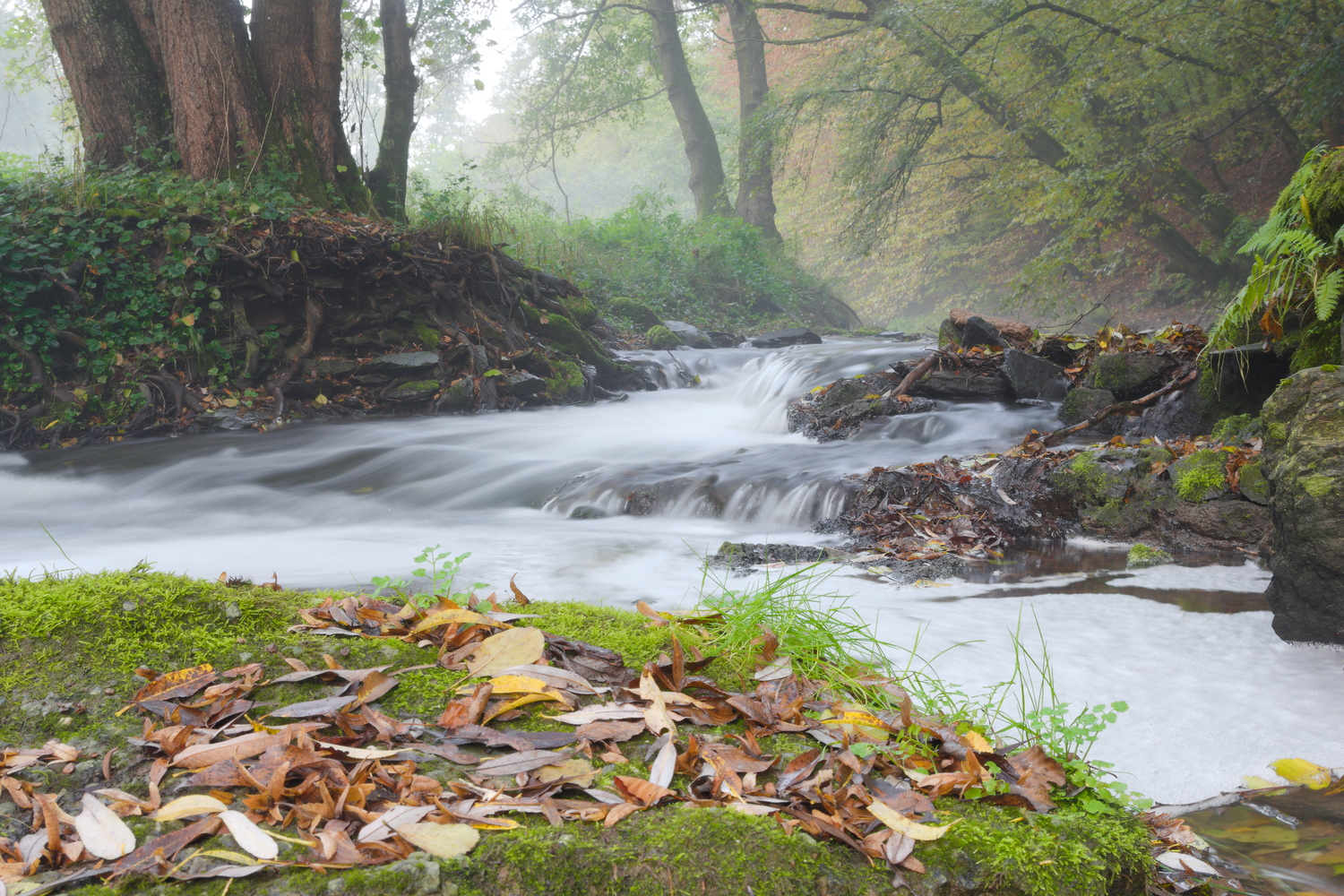
Der Kerkerbach fließt hier, kurz vor der Mündung, über ein altes Wehr.

Der Kerkerbach entspringt im südlichen Oberwesterwald aus mehreren Quellen bei Fussingen und Lahr. Teile des Quellgebiets bilden als Wiesen nördlich Lahr ein Fauna-Flora-Habitat-Schutzgebiet.
Der erste größere Zufluss ist der Hintermeilinger Floß, der bei der Schlagmühle in den Kerkerbach fließt. Zwischen Schlagmühle und Heckholzhausen fließt der Bach durch einen engen Einschnitt. Sein Unterlauf südlich Heckholzhausen bei Schupbach, Eschenau, Hofen, Steeden bildet die natürliche Grenze zwischen dem fruchtbaren Limburger Becken und den Hochflächen des Weilburger Lahntalgebietes. Entsprechend unterscheiden sich hier die flacheren, von Feldfluren begleiteten westlichen Talhänge von der steilen, teils sogar felsigen und bewaldeten östlichen Talseite.
Der Kerkerbach mündet bei dem gleichnamigen Runkeler Gewerbegebiet in die Lahn.
Der 20,7 km lange Lauf des Kerkerbachs endet ungefähr 188 Höhenmeter unterhalb seiner Quellen, er hat somit ein mittleres Sohlgefälle von circa 9,1 ‰.

### Zuflüsse
- Elzbach[5] [GKZ 25872192] (links), 0,8 km
- Feuerbach[5] [GKZ 25872194] (links), 0,9 km
- Hünsbach[6] [GKZ 25872196] (rechts), 1,2 km
- Hintermeilinger Floß (rechts), 4,1 km
- Idersbach[7] (rechts), 0,6 km[8]
- Allendorfer Bach (links),  4,5 km
- Gaudernbach  (Dernbach[5]) (links),  4,2 km
- Hasselbach[5] [GKZ 2587272] (links), 1,7 km
- Brandbach (Schupbach[5]) (rechts), 5,1 km
- Christbach[9]  (rechts), 0,5 km[8]

## Kerkerbachbahn
Der Kerkerbach gab auch der 35 km langen Kerkerbachbahn den Namen. Diese historische Bahnstrecke wurde 1884 bis 1888 gebaut. Sie verband die Orte Mengerskirchen, Waldernbach, Fussingen, Lahr, Hintermeilingen, Heckholzhausen, Schupbach, Christianshütte, Eschenau, Hofen, Schadeck und Kerkerbach mit dem Bahnhof Kerkerbach der Kerkerbachbahn AG und dem heute noch existierenden Bahnhof der Deutschen Bahn an der Lahntalstrecke Gießen-Koblenz. Die Bahnstrecke diente überwiegend dem Transport von Ton, Braunkohle, Erz und Marmor.
Die Bedeutung für den Personentransport war gering. Wegen fehlender Rentabilität wurde der Betrieb der Kerkerbachbahn wieder eingestellt. Der größte Teil der Strecke wurde im Jahr 1960 stillgelegt und die Gleisanlagen rückgebaut.
Heute ist der Bahndamm ein ausgebauter Wanderweg für Fußgänger und Radfahrer.